# المقرر الخاص المعني بالعنف ضد المرأة
أصدر مجلس حقوق الإنسان في 4 مارس 1994 قرار رقم 1994/45 بشأن مسألة إدماج حقوق المرأة في آليات حقوق الإنسان التابعة للأمم المتحدة والقضاء على العنف ضد المرأة. حدد هذا القرار ولاية «المقرر الخاص المعنيّ بأسباب العنف ضد المرأة وعواقبه». كان التعيين الأولي للمقرر الخاص يمتد لمدة ثلاث سنوات. يحتل  منصب المقرر الخاص الحالي ريم السالم.

## ولاية المقرر
المقرر الخاص مُكلًّف بالبحث عن المعلومات المتعلقة بالعنف ضد المرأة وتلقيها، واقتراح سُبل للقضاء على العنف ضد المرأة على المستويات الوطنية والإقليمية والتقاطعية، كذلك العمل بالتعاون مع آليات الأمم المتحدة الأخرى لحقوق الإنسان.

## الزيارات القطرية
المقرر الخاص مُكلّف بالقيام بزيارات قطرية، غالباً بالاشتراك مع المقررين الخاصين الآخرين أو الخبراء المستقلين أو المجموعات العاملة.

## تقارير إلى مجلس حقوق الإنسان
يقدم المقرر الخاص كل عام تقريرًا خطيًا إلى مجلس حقوق الإنسان يوضح فيه الأنشطة التي تم القيام بها والموضوعات التي تم تحليلها.